# Yu Bin
Yu Bin (* 26. November 1985) ist ein ehemaliger chinesischer Leichtathlet, der sich auf den Zehnkampf spezialisiert hat.

## Sportliche Laufbahn
Erste internationale Erfahrungen sammelte Gong Kewei im Jahr 2005, als er bei den Ostasienspielen in Macau mit 7531 Punkten die Silbermedaille hinter dem Südkoreaner Kim Kun-woo gewann. Vier Jahre später startete er erneut bei den Ostasienspielen in Hongkong, musste dort aber seinen Wettkampf vorzeitig beenden. Im Jahr darauf belegte er dann bei den Asienspielen in Guangzhou mit 7586 Punkten den fünften Platz. 2013 bestritt er bei den Nationalen Spielen in Shenyang seinen letzten offiziellen Wettkampf und beendete daraufhin seine aktive sportliche Karriere im Alter von 27 Jahren.
2010 wurde Yu chinesischer Meister im Zehnkampf.

## Persönliche Bestleistungen
- Zehnkampf: 7824 Punkte: 15. April 2007 in Chengdu
  - Siebenkampf (Halle): 5739 Punkte: 21. Februar 2005 in Shanghai